# Windwaker
Windwaker — австралійський металкор-гурт з Мельбурна, Австралія, створений 2014 року. До складу гурту входять вокаліст Ліам Гінен, гітарист Джессі Крофтс, басист Інді Салвестро, ді-джея Коннор Робінс та барабанщик Кріс Лалік.
У 2022 році вони випустили перший студійний альбом Love Language (2022). До цього вони випустили два мініальбоми: Fade (2017) та Empire (2019).

## Історія

### Ранні роки таFade(2014–2018)
Гурт Windwaker, названий на честь однойменної гри Legend of Zelda, створили у місті Вогга-Вогга, Новий Південний Уельс, наприкінці 2014 року. До складу увійшли вокаліст Вілл Кінг, басист Інді Салвестро, барабанщик Кріс Лалік і гітаристи Марк Мак-Гі та Вілл Егглтон.
У квітні 2015 Windwaker переїхали з Вогги-Вогги, Новий Південний Уельс, до Мельбурна, Вікторія, і почали виступати та записувати новий матеріал. Дебютний сингл «The Charade» за участю Зака Брітта з Dream On, Dreamer вийшов 15 вересня.
Наступний сингл Windwaker «Castaway» вийшов 2 листопада 2016 року, а пізніше увійшов до їхнього дебютного мініальбому.
Гурт почав виступати з Ліамом Гінаном, який неофіційно виконував обов'язки як концертного, так і студійного гітариста після відходу Мак-Гі, в той час, як гітарист Кріс Муган почав грати з гуртом після відходу Егглтона. Дебютний мініальбом Fade вийшов 31 травня 2017 року. Продюсером, зведенням і мастерингом мініальбому займався Сонні Трулав на студії STL у Сіднеї, Австралія.
15 січня 2018 року Windwaker офіційно представив гітариста Джессі Крофтса. Через два дні Гінана офіційно представили як п'ятого учасника гурту. 2 квітня гурт випустив сингл «New Infinite» — перший трек, у якому брали участь Гінан і Крофтс. Гурт вперше виступив на фестивалі на фестивалі BIGSOUND у Брісбені, Квінсленд у вересні.

### Empireта відхід Гінана (2019–2020)
На початку 2019 року хештег #TheSitch почав циркулювати на форумах соціальних мереж в Австралії. 1 лютого 2019 року Windwaker випустили сингл «The Sitch» із супровідним музичним відео та оголосили попередні замовлення другого мініальбому Empire. 5 березня гурт випустив другий сингл релізу «My Empire» із супровідним кліпом. Гурт самостійно спродюсував мініальбом. За зведення, мастеринг та інжиніринг мініальбому відповідав барабанщик Кріс Лалік, а додатковий інжиніринг забезпечили Ліам Гінан і Деклан Вайт.
Колишній вокаліст Вілл Кінг прокоментував реліз: «Після виходу нашого останнього альбому, глибоко вкоріненого у постпідлітковому відчутті болю і самотності, можна з упевненістю сказати, що у всіх нас було сильне бажання звільнитися від цих якостей. Я думаю, що ми завжди боялися замкнути себе в коробці, утримувані одновимірними очікуваннями, і ми дуже добре усвідомлюємо, що не дозволяємо цьому впливу перешкоджати нашій творчості. Ми зовсім не той гурт, який збирається сидіти цілими днями й писати одні й ті ж пісні знову і знову».
10 березня Windwaker зіграли на першому для себе великому фестивалі на Download Festival Melbourne після перемоги в національному конкурсі Triple J Unearthed. Другий мініальбом, Empire, вийшов 22 березня з обмеженим фізичним релізом у червні. Усі концерти туру Empire були розпродані. Пізніше гурт підписав контракт з New World Artists для бронювання.
У липні Windwaker приєднався до Beartooth у турі Disease Tour разом із Thornhill. Windwaker оголосив, що Гінан не зміг відвідати тур через особисті зобов'язання, тому колишній вокаліст/гітарист Weighbridge Шон Росс замінив його. Вони також заявили про плани зробити кавер на хіт Silverchair «Freak» під час туру. 9 вересня Гінан оголосив, що покидає Windwaker, щоб зосередитися на іншому гурті Reside. Він грав на виступах Windwaker на фестивалі Good Things у грудні та на фестивалі Unify у січні 2020 року перед відходом.

### Love Languageта відхід Кінга (з 2020)
30 грудня 2020 року Windwaker оголосили про плани випустити дебютний студійний альбом Love Language. 17 грудня 2021 року гурт дебютував на Fearless Records із синглом «Toxic», кавер-версією синглу Брітні Спірс, і оголосив тур The Beautiful Tour із концертами на початку березня.
11 лютого 2022 року Windwaker випустили сингл «Beautiful» із супровідним відеокліпом і оголосили дату релізу Love Language 6 травня. 4 березня вони випустили «Lucy» — другий сингл із дебютного альбому та кліп на нього. Трек натхненний психоделічними відчуттями. 25 березня вийшов третій сингл «Glow» разом із музичним кліпом. Четвертий і останній сингл альбому «Superstitious Fantasy» вийшов 15 квітня разом із відеокліпом. Повний альбом вийшов 6 травня 2022 року.
15 вересня гурт оголосив у соціальних мережах, що Вілл Кінг пішов із гурту, щоб зосередитися на вивченні психології, і що колишній гітарист і бек-вокаліст Ліам Гінан повернувся на посаду вокаліста. Після виступу як сесійний учасник у 2022 році Коннор Робінс офіційно долучився до складу гурту на клавішних, а пізніше з’явився у наступному синглі гурту «Left in the Dark», який вийшов 11 листопада разом із супровідним музичним відео.

## Склад гурту
| Поточний склад - Ліам Гінан — вокал (з 2022); ритм-гітара, бек-вокал (2017–2020); соло-гітара, програмування (2017–2018) - Джессі Крофтс — соло-гітара (з 2018); ритм-гітара (з 2020) - Інді Сальвестро — бас (з 2014) - Кріс Лалік — барабани (з 2014); програмування (з 2018) - Коннор Робінс — клавішні, синтезатори, програмування (з 2022) | Колишні учасники - Вілл Кінг — вокал (2014–2022) - Марк Мак-Гі — соло-гітара (2014–2016) - Вілл Іглтон — ритм-гітара (2014–2016) - Кріс Муган — соло-гітара (2016–2017) - Джессі Голт — ритм-гітара (2016–2017) |

Часова шкала

## Дискографія

### Студійні альбоми
| Назва         | Деталі альбому |
| ------------- | --- |
| Love Language | - Випущено: 6 травня 2022 - Лейбл: Fearless, Cooking Vinyl - Формат: CD, LP, цифрове завантаження, потокове передавання |
| Hyperviolence | - Випущено: 12 липня 2024 - Лейбл: Fearless, Cooking Vinyl - Формат: CD, LP, цифрове завантаження, потокове передавання |

### Мініальбоми
| Назва          | Деталі EP | Пікові позиції в чартах |   |
| Назва          | Деталі EP | AUS                     |   |
| -------------- | --- | ----------------------- | - |
| Fade           | - Випущено: 31 травня 2017 - Лейбл: Випущений самостійно - Формат: CD, цифрове завантаження, потокове передавання      | –                       |   |
| Empire         | - Випущено: 22 березня 2019 - Лейбл: Випущений самостійно - Формат: CD, LP, цифрове завантаження, потокове передавання | –                       | – |
| Entre the Wall | - Випущено: 15 березня 2024 - Лейбл: Випущений самостійно - Формат: CD, LP, цифрове завантаження, потокове передавання |                         |   |

### Сингли
| Назва                                 | Рік  | Альбом                       |
| ------------------------------------- | ---- | ---------------------------- |
| «The Charade» (за участі Зака Брітта) | 2015 | Non-album singles            |
| «Fade Sessions»                       | 2017 | Non-album singles            |
| «New Infinite»                        | 2018 | Non-album singles            |
| «The Sitch»                           | 2019 | Empire                       |
| «My Empire»                           | 2019 | Empire                       |
| «Toxic» (кавер на Брітні Спірс)       | 2021 | Non-album single             |
| «Beautiful»                           | 2022 | Love Language                |
| «Lucy»                                | 2022 | Love Language                |
| «Glow»                                | 2022 | Love Language                |
| «Superstitious Fantasy»               | 2022 | Love Language                |
| «Left in the Dark»                    | 2022 | Non-album single             |
| «Sirens»                              | 2023 | Non-album single             |
| «Fractured State of Mind»             | 2024 | Hyperviolence — червень 2024 |

### Музичні кліпи
| Назва                   | Рік  | Режисер           |
| ----------------------- | ---- | ----------------- |
| «Castaway»              | 2016 | Джордан Тан       |
| «New Infinite»          | 2018 | Кіран Елліс-Джонс |
| «The Sitch»             | 2019 | Бен Андерсон      |
| «My Empire»             | 2019 | Колін Джеффс      |
| «Reject» (Live)         | 2020 |                   |
| «Toxic»                 | 2021 | Джексон Бентлі    |
| «Beautiful»             | 2022 | Ед Ріс            |
| «Lucy»                  | 2022 | Ед Ріс            |
| «Glow»                  | 2022 | Інді Сальвестро   |
| «Superstitious Fantasy» | 2022 | Ед Ріс            |
| «Left in the Dark»      | 2022 | Колін Джеффс      |
| «Sirens»                | 2023 | Ендрю Вон         |